# 赵体光
赵体光（1973年9月－），中国企业家，云南惠丰集团有限公司董事长，毕业于南开大学2008级工商管理专业，南开大学校友会云南分会会长，现为南开校友企业家联谊会共同主席、南开大学校董。

## 生平
赵体光于1993年起先后创建施工队和开发公司。2006年前后组建云南耀丰房地产开发有限公司，后发展为云南惠丰集团，业务包括房地产、市政建设等。
赵体光曾担任南开大学校友会云南分会会长，2023年受聘为南开校友企业家联谊会共同主席，南开大学校董等职务。
2024年1月12日，据云南省监委通报，赵体光因涉嫌严重违法问题并主动投案，目前正在接受云南省纪委省监委监察调查。